# Flughafen Ibiza

i8
i11
i13
Der Flughafen Ibiza (katalanisch Aeroport d'Eivissa Sant Josep, spanisch Aeropuerto de Ibiza San José, IATA-Code: IBZ, ICAO-Code: LEIB) auf der Insel Ibiza ist einer von drei internationalen Verkehrsflughäfen auf den Balearen (neben Palma de Mallorca und Menorca).

## Lage und Verkehrsanbindung
Der Flughafen liegt sieben Kilometer südwestlich der Inselhauptstadt Ibiza (Eivissa). Er wird durch die Schnellstraße E-20 mit der Stadt verbunden.
Zum Flughafen bestehen folgende direkte Busverbindungen von Orten auf der Insel:
- Linie 10: vom zentralen Busbahnhof in der Carrer De Sant Cristòfol und Hafen von Ibiza, im Sommerhalbjahr (15.04. bis 31.10.) alle halbe Stunde, ansonsten jede Stunde.
- Linie 24: von Santa Eulària und Es Canar, zur Sommerzeit (15.6. bis 15.9.) 7-mal täglich.
- Linie 9: von Sant Antoni über Sant Josep nur zur Sommerzeit (Juni–September) jeweils zur vollen Stunde.[4]

## Geschichte

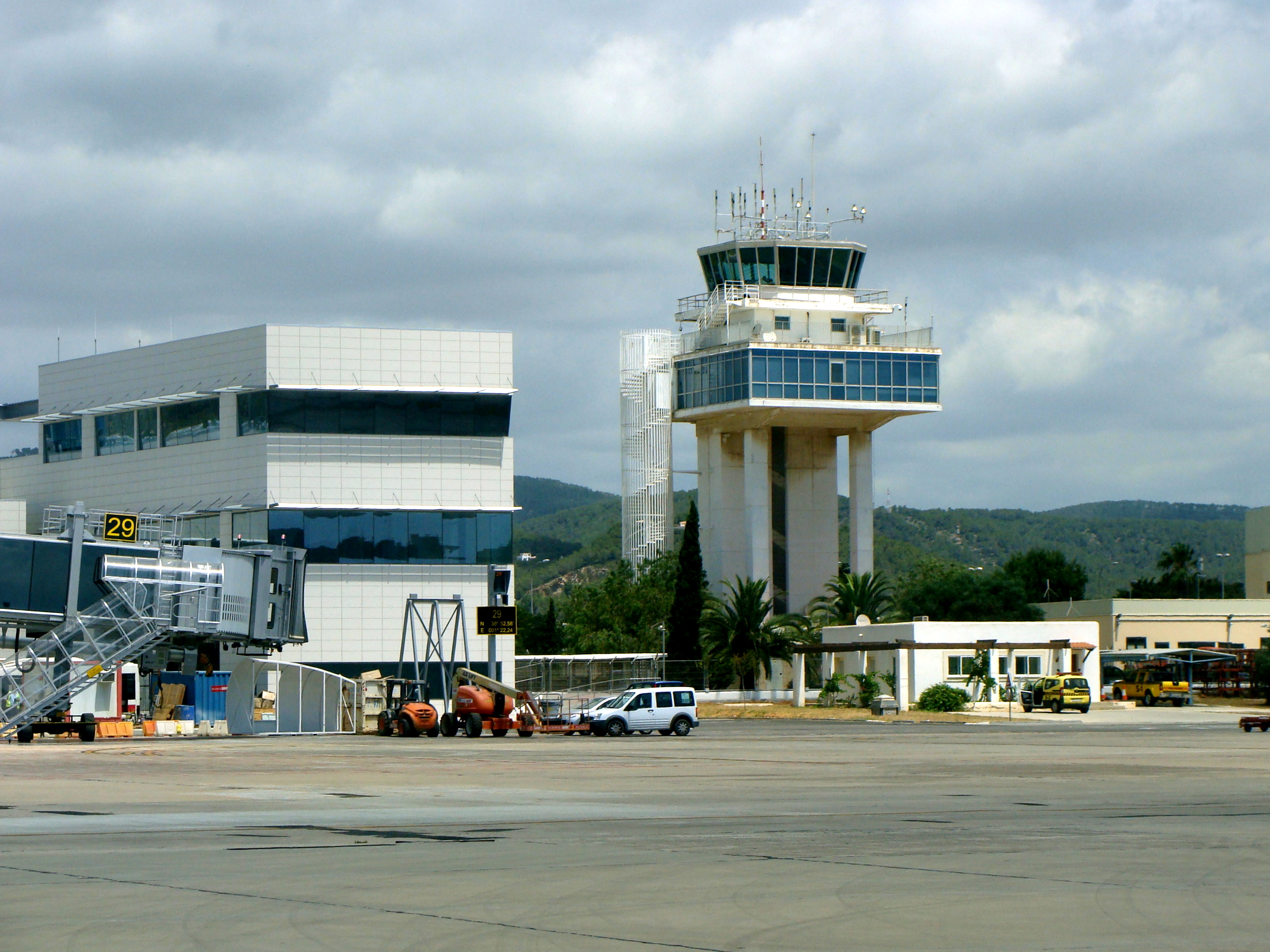

Der Flugplatz auf Ibiza wurde zu Beginn des Spanischen Bürgerkrieges angelegt und zu dieser Zeit unter der militärischen Bezeichnung Aeródromo Es Codolar geführt. Es Codolar ist die Landbezeichnung, auf der der Aeródromo errichtet wurde.
Nach dem Krieg wurde Es Codolar von Rettungsfliegern der spanischen SAR-Staffel und der Küstenwache genutzt.
Am 13. August 1949 wurde der Flughafen für die Zivilluftfahrt erstmals freigeben und der Name in Aeroport d'Eivissa geändert. Aufgrund von ungeklärten Eigentumsverhältnissen mussten die Einrichtungen und der Flugbetrieb für mehrere Jahre jedoch wieder geschlossen werden.
Erst 1954 war das Enteignungsverfahren abgeschlossen und man begann mit dem weiteren Ausbau. Am 1. April 1958 starteten die ersten Linienflüge der spanischen Fluggesellschaft Aviaco, Ibiza−Palma und Ibiza−Barcelona. Im Juli eröffnete Iberia den Linienverkehr nach Valencia und Barcelona.
Im Sommer 1960 folgten der Neubau einer Abfertigungshalle und des Kontrollturms. 1961 wurde angrenzendes Land enteignet und der Flughafen erweitert.
1962 wurde die erste Verlängerung der Start- und Landebahn begonnen, die im zweiten Schritt mit der Start- und Landebahnbefeuerung 1964 beendet wurde.
Am 15. Juli 1966 wurde der internationale Flugverkehr eröffnet und der Name Aeroport d'Eivissa Sant Josep eingeführt.

## Flughafenanlagen

### Start- und Landebahn
Der Flughafen Ibiza verfügt über eine Start- und Landebahn. Sie trägt die Kennung 06/24, ist 2.800 Meter lang, 45 Meter breit und hat einen Belag aus Asphalt.

### Passagierterminal
Das Passagierterminal des Flughafens hat eine Kapazität von 9 Millionen Passagieren pro Jahr. Es ist mit 17 Flugsteigen und vier Fluggastbrücken ausgestattet.

## Fluggesellschaften und Ziele
Der Flughafen Ibiza wird von 35 Fluggesellschaften mit insgesamt 67 Zielen verbunden. Es werden 16 verschiedene Ziele im D-A-CH-Raum angeflogen.

## Verkehrszahlen
| Jahr  | Fluggastaufkommen | Luftfracht (Tonnen) | Flugbewegungen |
| ----- | ----------------- | ------------------- | -------------- |
| 2024* | 9.069.410         | 860                 | 83.049         |
| 2023  | 8.931.574         | 993                 | 82.803         |
| 2022  | 8.156.708         | 1.147               | 80.723         |
| 2021  | 4.851.941         | 1.027               | 61.612         |
| 2020  | 2.110.348         | 1.053               | 33.185         |
| 2019  | 8.155.626         | 1.435               | 75.378         |
| 2018  | 8.104.453         | 1.617               | 76.995         |
| 2017  | 7.903.928         | 1.747               | 75.691         |
| 2016  | 7.416.161         | 1.835               | 72.503         |
| 2015  | 6.477.283         | 2.023               | 64.612         |
| 2014  | 6.212.198         | 2.021               | 60.142         |
| 2013  | 5.726.579         | 2.190               | 56.304         |
| 2012  | 5.555.048         | 2.316               | 57.738         |
| 2011  | 5.643.180         | 2.755               | 61.768         |
| 2010  | 5.040.800         | 2.996               | 56.988         |
| 2009  | 4.572.819         | 3.144               | 53.552         |
| 2008  | 4.647.360         | 3.928               | 57.233         |
| 2007  | 4.765.625         | 4.309               | 57.855         |
| 2006  | 4.460.143         | 4.427               | 54.146         |
| 2005  | 4.164.703         | 4.350               | 49.603         |
| 2004  | 4.171.580         | 4.510               | 48.798         |
| 2003  | 4.157.291         | 4.233               | 47.990         |
| 2002  | 4.094.446         | 4.426               | 48.344         |
| 2001  | 4.426.505         | 4.532               | 52.079         |
| 2000  | 4.475.708         | 4.985               | 52.544         |

* 2024: Vorläufige Daten

## Zwischenfälle
- Am 1. Oktober 1961 wurde eine Bristol 170 Freighter Mk.31E der spanischen Aviaco (Luftfahrzeugkennzeichen EC-AHK) auf dem Flughafen Ibiza bei einem Landeunfall irreparabel beschädigt. Alle Insassen überlebten.[10][11]

- Am 7. Januar 1972 unterschritten die Piloten einer Sud Aviation Caravelle VI-R auf dem Iberia-Flug 602 (EC-ATV) die Sicherheitsflughöhe und flogen die Maschine gegen einen Berg auf der Insel Ibiza. Alle 104 Insassen kamen ums Leben.[12]